# Банк Танзании
Банк Танзании — центральный банк Танзании. Является банком эмитентом танзанийского шиллинга.
Основан Законом о Банке Танзании от декабря 1965 года. Начал операции 14 июня 1966 года.
В 1995 году правительство страны, решило что у центрального банка слишком много обязанностей, и это может препятствовать другим целям. Тогда же правительство издало Закон о Банке Танзании от 1995 года, который дал банку единственную и ключевую цель — денежно-кредитная политика.
Банком управляет Совет директоров, состоящий из десяти человек. Глава Центрального банка — Губернатор. Он имеет трёх заместителей, которые соответственно ведают:
- Административным Комитетом
- Комитетом Экономической и финансовой политики
- Комитетом Финансовой стабильности.

## Критика
В 2008 году Банк Танзании был вовлечен в спамерскую атаку, которая закончилась аудиторской проверкой Счета Внешнего Долга (EPA). В результате проверки выяснилось что порядка 133 миллиардов были выведены и потеряны в 2005 году через сомнительные операции. В итоге 9 января 2008 года президент Танзании уволил Губернатора Центрального банка Дауди Баллали (Dr. Daudi T.S. Ballali) и на его место в тот же самый день был назначен Профессор Бэнно Ндуллу (Benno Ndullu).